# Capital Cities
Capital Cities là một ban nhạc gồm hai thành viên theo dòng nhạc indie pop từ Los Angeles, California, Hoa Kỳ. Nhóm được thành lập bởi Ryan Merchant và Sebu Simonian. EP đầu tay được phát hành vào ngày 7 tháng 6 năm 2011 với đĩa đơn "Safe and Sound". Đĩa đơn tiếp theo - "Kangaroo Court" - được phát hành vào ngày 01 tháng 5 năm 2012. Bài hát "Safe and Sound" xếp vị trí quán quân trên US Alternative Songs. Bài hát cũng đã được sử dụng tại hội chợ Vodafone Đức.
Album đầu tay In a Tidal Wave of Mystery được phát hành ngày 4 tháng 6 năm 2013, thông qua Capitol Records và Lazy Hooks. Nó đạt vị trí thứ 66 trên bảng xếp hạng album Billboard 200.

## Danh sách đĩa nhạc

### Album phòng thu
| Nhan đề                    | Chi tiết album                                                                                   | Vị trí cao nhất | Vị trí cao nhất | Vị trí cao nhất |
| Nhan đề                    | Chi tiết album                                                                                   | Mỹ              | Áo              | Đức             |
| -------------------------- | ------------------------------------------------------------------------------------------------ | --------------- | --------------- | --------------- |
| In a Tidal Wave of Mystery | - Phát hành: 4 tháng 6 năm 2013 - Nhãn đĩa: Lazy Hooks, Capitol - Định dạng: CD, LP, tải nhạc số | 66              | 53              | 75              |

### EP
| Nhan đề           | Chi tiết                                                                    |
| ----------------- | --------------------------------------------------------------------------- |
| Capital Cities EP | - Phát hành: 7 tháng 6 năm 2011 - Nhãn đĩa: Lazy Hooks - Định dạng: CD, 12" |

### Đĩa đơn
| Nhan đề                                                                                 | Năm  | Vị trí xếp hạng cao nhất | Vị trí xếp hạng cao nhất | Vị trí xếp hạng cao nhất | Vị trí xếp hạng cao nhất | Vị trí xếp hạng cao nhất | Vị trí xếp hạng cao nhất | Vị trí xếp hạng cao nhất | Vị trí xếp hạng cao nhất | Vị trí xếp hạng cao nhất | Vị trí xếp hạng cao nhất | Chứng nhận                                                                          | Album                         |
| Nhan đề                                                                                 | Năm  | Mỹ                       | Mỹ Alt.                  | Mỹ Rock                  | Áo                       | Canada                   | Đức                      | Ý                        | Thụy Điển                | Thụy Sĩ                  | Anh                      | Chứng nhận                                                                          | Album                         |
| --------------------------------------------------------------------------------------- | ---- | ------------------------ | ------------------------ | ------------------------ | ------------------------ | ------------------------ | ------------------------ | ------------------------ | ------------------------ | ------------------------ | ------------------------ | ----------------------------------------------------------------------------------- | ----------------------------- |
| "Beginnings"                                                                            | 2010 | —                        | —                        | —                        | —                        | —                        | —                        | —                        | —                        | —                        | —                        |                                                                                     | Đỉa đơn không rút ra từ album |
| "Safe and Sound"                                                                        | 2011 | 8                        | 1                        | 2                        | 2                        | 5                        | 1                        | 4                        | 48                       | 8                        | 42                       | - RIAA: 2× Platinum - ARIA: Gold - BVMI: Platinum - FIMI: Platinum - IFPI SWI: Gold | In a Tidal Wave of Mystery    |
| "Kangaroo Court"                                                                        | 2012 | —                        | —                        | 50                       | —                        | —                        | 81                       | —                        | —                        | —                        | —                        |                                                                                     | In a Tidal Wave of Mystery    |
| "I Sold My Bed, But Not My Stereo"                                                      | 2013 | —                        | —                        | —                        | —                        | —                        | —                        | —                        | —                        | —                        | —                        |                                                                                     | In a Tidal Wave of Mystery    |
| "One Minute More"                                                                       | 2014 | —                        | 24                       | —                        | —                        | —                        | —                        | —                        | —                        | —                        | —                        |                                                                                     | In a Tidal Wave of Mystery    |
| "—" nghĩa là bản ghi âm đó không được xếp hạng hoặc không phát hành ở vùng lãnh thổ đó. |      |                          |                          |                          |                          |                          |                          |                          |                          |                          |                          |                                                                                     |                               |